# Dušikov dioksid
Dušikov dioksid ali dušikov(IV) oksid je kemična spojina s formula NO2 in eden od več dušikovih oksidov. NO2 je vmesni produkt v industrijski sintezi dušikove(V) kisline HNO3, katere letna svetovna proizvodnja dosega več milijonov ton. Je rdečkasto rjav plin z značilnim ostrim jedkim vonjem in pomemben onesnaževalec zraka. Ima upognjeno paramagnetno molekulo s točkovno simetrijo C2V.

## Lastnosti molekule
Molekulska masa dušikovega dioksida je 46,0055, zato je težji od zraka, katerega povprečna molekulska masa je 28,8. 
Dolžina vezi med dušikom in kisikom je 119,7 pm in je konsistentna z vezjo reda ena in četrt,  tako kot v ozonu (127,8 pm). Osnovno elektonsko stanje dušikovega dioksida je stanje dubleta, ker je en neparni vezni elektron delokaliziran preko obeh vezi.

## Nahajališča
NO2 je obstojen v ravnotežju z brezbarvnim plinom didušikovim tetraoksidom N2O4:
2NO2 ↔ N2O4
Reakcijska entalpija ΔHr = −57,23 kJ/mol. To pomeni, da je reakcija eksotermna in da se z naraščanjem temperature ravnotežje pomika v levo v korist paramagnetnega monomera NO2. Brezbarvni diamagentni N2O4 je pri temperaturi -11,2 °C obstojen tudi kot trdna talina.

## Priprava in reakcije

### Priprava
Dušikov dioksid nastaja z oksidacijo dušikovega oksida NO s kisikom iz zraka:
2 NO + O2 → 2NO2
V laboratoriju se NO2 lahko pripravi v dveh korakih s termično razgradnjo didušikovega pentoksida N2O5, ki se pripravi z dehidracijo dušikove kisline:
2 HNO3 → N2O5 + H2O
2 N2O5 → 4 NO2 + O2
NO2 nastaja tudi s termično razgradnjo nekaterih kovinskih nitratov: 
2 Pb(NO3)2 → 2 PbO + 4 NO2 + O2
ali z redukcijo koncentrirane dušikove kisline s kovinami, na primer z bakrom:
4 HNO3 + Cu → Cu(NO3)2 + 2 NO2 +2 H2O
ali z raztapljanjem kositra v koncentrirani dušikovi kislini. Stranski produkt reakcije je stanojeva kislina:
4 HNO3 + Sn → H2O + H2SnO3 + 4 NO2

### Glavne reakcije
Kemija dušikovega dioksida je dobro raziskana. Pri 150 °C  NO2 razpade, pri čemer se sprošča kisik. Reakcija je endotermna (ΔHr = 114 kJ/mol):
2 NO2 → 2 NO + O2
NO2 je zaradi šibke vezi N-O dober oksidant, zato mnoge spojine, na primer ogljikovodiki, z njim burno gorijo, včasih tudi eksplozivno. 
V vodi hidrolizira in daje dušikasto in dušikovo kislino:
N2O4 + H2O → HNO2 + HNO3
Reakcija je eden od korakov v Ostwaldovem procesu za industrijsko proizvodnjo dušikove kisline iz amonijaka.
Dušikova kislina med skladiščenjem počasi razpada v dušikov dioksid, ki kislino značilno rumeno obarva:
4 HNO3 → 4 NO2 + 2 H2O + O2
NO2 se uporablja za pripravo brezvodnih kovinskih nitratov iz njihovih oksidov:
MO + 3 NO2 → 2 M(NO3)2 + NO
Alkilni in kovinski jodidi dajo odgovarjajoče nitrite:
2 CH3I + 2 NO2 → 2 CH3NO2 + I2
TiI4 + 4 NO2 → Ti(NO2)4 + 2 I2

## Varnost in skrb za okolje
Dušikov dioksid je strupen pri vdihavanju. Na srečo je zaradi jedkega vonja lahko prepoznaven že pri nizkih koncentracijah, zato se tovrstnim zastrupitvam na splošno lahko izognemo.  Eden od možnih virov dušikovega dioksida je kadeča dušikova kislina, ki pri temperaturi nad 0 °C samodejno sprošča NO2. Znaki zastrupitve (pljučni edem) se pojavijo nekaj ur po inhalaciji majhnega, vendar potencialno smrtnega odmerka. Nizke koncentracije plina (4 ppm) omrtvičijo voh in ustvarijo možnost za predoziranje.
Dolgotrajna izpostavljenost NO2 v koncentracijah nad  40-100 g/m3 lahko zmanjša delovanje pljuč in poveča tveganje za okvare dihalnih poti.
Dušikov dioksid nastaja v večini procesov zgorevanja, v katerih se kot oksidant uporablja zrak. Pri povišanih temperaturah se dušik veže s kisikom iz zraka in tvori dušikov oksid:
O2 + N2 → 2 NO
Nastali oksid lahko v zraku oksidira v dušikov dioksid. Pri normalnih atmosferskih koncentracijah je proces zelo počasen:
2 NO + O2 → 2 NO2
Najbolj izstopajoči viri NO2 so motorji z notranjim zgorevanjem, termoelektrarne in v manjši meri tovarne celuloze. Precejšnji onesnaževalci so tudi grelniki vode in peči na gospodinjski plin (propan/butan). Prebitek zraka, ki je potreben za popolno zgorevanje goriv, vključi pri visokih temperaturah v reakcijo tudi dušik, tako da nastajajo dušikovi oksidi (NOx). Vsebnost dušikovih oksidov se lahko zmanjša samo z zelo natančnim krmiljenjem količine zraka, ki je potrebna za zgorevanje. V gospodinjstvih so pomemben vir dušikovih oksidov oljne in plinske peči. 
Dušikov dioksid nastaja tudi med jedrskimi eksplozijami v zraku in daje atomskim gobam značilno rdečkasto barvo. 
Dušikov dioksid je velik onesnaževalec tudi na kmetijskih zemljiščih. Na nekaterih področjih njegove koncentracije pri tleh  dosežejo tudi 30 g/m3, kar ni daleč od še dopustne mejne vrednosti. Pomembno vlogo igra v kemiji ozračja, vključno s tvorjenjem troposferskega ozona. Študija, ki so jo leta 2005 opravili razislovalci na univerzi v San Diegu v Kaliforniji, kaže na povezavo med ravnjo NO2 in sindromom nenadne smrti dojenčkov.
Dušikov dioksid nastaja v naravi tudi v nevihtah med udarom strele. Proces se imenuje "zračno fiksiranje dušika". Dež, ki nastaja med takšnimi nevihtami, je še posebej dober za vrtove, ker vsebuje sledove (umetnega) gnojila.